# Annaburg
Annaburg je lovecký zámeček stojící v lese u vsi Horšov, části města Horšovský Týn v okrese Domažlice. Zámeček dostal jméno po hraběnce Marii Anně z Herberštejna, druhé manželce Františka Norberta z Trauttmansdorffu.

## Historie
Na začátku 17. století byla Vilémem starším Popelem z Lobkovic u dvora u Horšova založena obora se soustavou rybníků. 
Po roce 1744 byl na ostrůvku jednoho rybníků vystavěn Trauttmansdorffy barokní lovecký zámeček. Po architektonické stránce se jednalo o šestiboký altán zakončený čtyřhrannou věžičkou a krytý dvojitou střechou. Uvnitř se nacházela jedna centrální místnost. 
V 80. letech 19. století došlo v okolí zámečku k vytvoření květinové výzdoby. 
V současné době je rybník vyschlý a opuštěné zříceniny zámečku patří školnímu statku SOŠ a SOU Horšovský Týn. V letech 2007-2009 prošel zámeček celkovou rekonstrukcí, kterou provedli žáci a učitelé Pozemního stavitelství. Z důvodu chybějících starších výkresů museli vycházet z dobových fotografií.

## Dostupnost
K zámečku vede neznačená cesta od silnice II/200 nedaleko Horšova, která se později napojuje na silnici II/197. Odbočka na zámeček se nachází přibližně v polovině cesty. Vede sem také trasa NS Horšovskou oborou.